# Норт Линвуд (Вашингтон)
Норт Линвуд (енгл. North Lynnwood) насељено је место без административног статуса у америчкој савезној држави Вашингтон.

## Демографија
По попису из 2010. године број становника је 16.574.
| Група             | 2000.    | 2010.         |
| Белци             | 0 (0,0%) | 9.221 (55,6%) |
| Афроамериканци    | 0 (0,0%) | 1.105 (6,7%)  |
| Азијати           | 0 (0,0%) | 3.385 (20,4%) |
| Хиспаноамериканци | 0 (0,0%) | 1.793 (10,8%) |
| Укупно            | 0        | 16.574        |